# Colombres (Tucumán)
Colombres es una comuna rural argentina situada 15 km al este de San Miguel de Tucumán, la capital provincial, en el Departamento Cruz Alta (Tucumán). Importante centro industrial y agroindustrial, en su interior se encuentra el Ingenio Cruz Alta y en su radio de influencia la automotriz Scania y la aceitera General Deheza, además de una decena de industrias menores.

## Toponimia
Debe su nombre al obispo José Eusebio Colombres, quien fuera congresal en 1816 por Catamarca en el Congreso de Tucumán, participando en la declaración de la independencia de las Provincias Unidas del Río de la Plata.

## Población
Cuenta con 5,086 habitantes (Indec, 2010), lo que representa un incremento del 46% frente a los 3,480 habitantes (Indec, 2001) del censo anterior. Forma parte del aglomerado denominado Delfín Gallo - Colombres - La Florida cuya población total es de 19,873 habitantes (Indec, 2010).
| Gráfica de evolución demográfica de Colombres entre 1991 y 2010 |
|                                                                 |
| Fuente: Censos nacionales del INDEC                             |

## Deportes
En esta localidad, se encuentra el Club Deportivo Cruz Alta, cuyo equipo de fútbol milita en la segundo de la  Liga Tucumana de fútbol y su equipo de básquet en La liga Cruzalteña,además de sus equipos de veteranos en básquet que militan en la Liga provincial de veteranos de basquetbol en Tucumán y el Club Defensores De Colombres que solo tiene divisiones inferiores.

## Personalidades
- Ramón Alberto Aguirre Suárez (1944-2013) - Jugador de fútbol multicampeón con Estudiantes de La Plata.[1]

## Sismicidad
La sismicidad del área de Tucumán (centro norte de Argentina) es frecuente y de intensidad baja, y un silencio sísmico de terremotos medios a graves cada 30 años.
- Sismo de 1861: aunque dicha actividad geológica catastrófica, ocurre desde épocas prehistóricas, el terremoto del 20 de marzo de 1861 (164 años) con 12 000 muertes,[3] señaló un hito importante dentro de la historia de eventos sísmicos argentinos ya que fue el más fuerte registrado y documentado en el país. A partir del mismo la política de los sucesivos gobiernos del norte y de Cuyo han ido extremando cuidados y restringiendo los códigos de construcción.[2] Y con el terremoto de San Juan de 1944 del 15 de enero de 1944 (81 años) los gobiernos tomaron estado de la enorme gravedad crónica de sismos de la región.
- Sismo de 1931: de 6,3 de intensidad, el cual destruyó parte de sus edificaciones y abrió numerosas grietas en la zona[3][2]